# Peter Minnig
Peter Minnig (* 9. Februar 1799 in Straßenheim; † 20. Oktober 1871 in Viernheim) war ein hessischer Gutsbesitzer und Politiker und Abgeordneter der 2. Kammer der Landstände des Großherzogtums Hessen.
Peter Minnig war der Sohn des Gutsbesitzers Johannes Minnig und dessen Ehefrau Elisabeth, geborene Dietz. Minnig, der katholischen Glaubens war, war Gutsbesitzer in Viernheim und heiratete dort am 8. April 1826 Sabina geborene Hauptmann (1798–1856).
Minnig wurde 1833 Gemeinderat, 1842 Beigeordneter und 1848 bis 1871 Bürgermeister von Viernheim. 1850 gehörte er der Zweiten Kammer der Landstände an. Er wurde für den Wahlbezirk Starkenburg 5/Heppenheim gewählt.